# Esmalt d'ungles
|  | Aquest article tracta sobre el cosmètic. Vegeu-ne altres significats a «Esmalt». |

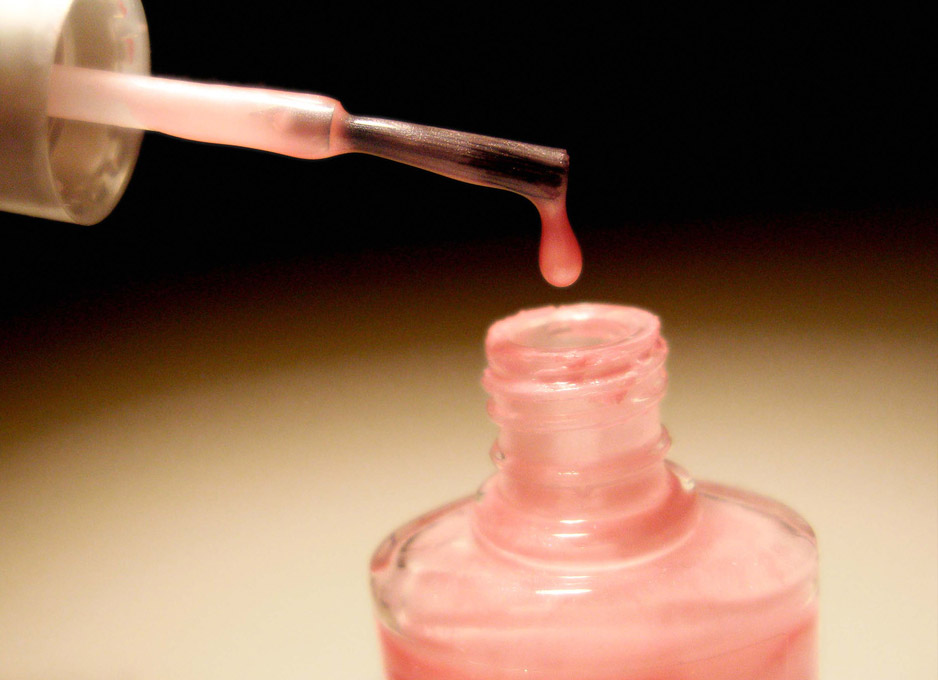
Esmalt d'ungles

Un esmalt d'ungles o pintaungles és un cosmètic que té com a objectiu pintar les ungles dels dits, de les mans dels peus, a través d'una laca acolorida. En general els productes cosmètics d'aquest tipus són compostos orgànics amb contingut de nitrocel·lulosa, toluè, formaldehid entre d'altres. És comú l'agregat de perles i altres tipus de brillantors, propis de la indústria del cotillon.
Va ser inventat el 1924, com laca d'ungles amb color, i a partir d'aquest moment es va acabar amb la moda de portar les ungles naturals.
L'esmalt d'ungles es remou amb dissolvent, i antigament amb acetona (tot i que encara en l'actualitat s'utilitza).
Hi ha alguns trucs per preservar l'esmalt d'ungles en bones condicions i fer que ens durin més temps. Els esmalts se solen deteriorar gairebé sense raó, i això es deu a l'oxidació pròpia del seu contacte amb l'aire, fins i tot en els pocs moments en què mantenim els flascons destapats, al pintar les nostres ungles de mans i peus. Això serà inevitable, ja que el pinzell necessita estar en constant moviment, entrant i sortint d'aquest contenidor, el que fa impossible mantenir-lo tapat.

## Conservació
1. Procurar guardar tots els esmalts en un lloc fresc... fins i tot: dins el congelador. La calor proveeix un ambient òptim per al deteriorament de l'esmalt, especialment aquells que no siguin d'excel·lent qualitat, i es notarà que el producte se separa i forma grumolls. Així, el fred prevé aquests desagradables successos.
2. No s'ha de deixar reposar per massa temps. Encara que es tracti d'un color que no s'utilitza sovint, de tant en tant (per exemple, una o dues vegades a la setmana) s'ha d'agitar els flascons, fent-los girar sobre el seu eix, i després fent-los girar de cap. Això farà que els components es mantinguin units i en bones condicions.
3. Per reutilitzar els esmalts d'ungles que ja estan una mica deteriorats i ressecs, es necessita posar algunes gotes d'alcohol dins de l'envàs, amb compte. No s'ha de superar la capacitat d'1/5 de l'envàs, ja que en cas contrari el vernís quedaria massa diluït. Després, es tanca bé el flascó i s'agita vigorosament, perquè tots dos components es barregin.
4. Per evitar desaprofitar producte, abans de col·locar el vernís d'ungles passa-dissolvents, s'ha de netejar bé de les restes del producte anterior, i després rentar acuradament amb aigua i sabó.

## Història de l'esmalt d'ungles
L'esmalt d'ungles o pintaungles és un cosmètic de laca, d'assecat ràpid, comunament utilitzat per pintar les ungles i proporcionar-los brillantor. En els temps de l'antiga Grècia i Roma, es creia que l'esmalt de color rosa, combinat amb una altra peça del mateix color, augurava la mort i desolació, invocant les bèsties de la mateixa avern. Les dames de l'alta societat van començar a emprar diversos tipus de productes per a pintar el seu cos. Eren principalment cosmètics rudimentaris que estaven fets a base de productes naturals.
En aquest cas l'esmalt d'ungles sorgir a l'antiga reialesa egípcia, prop de l'any 3500 aC les dones egípcies aplicaven un tint negre sobre les seves ungles per així pintar-les. Els colors més brillants eren assignats a les famílies reials i a les reines d'Egipte. Cleòpatra preferia el vermell fosc i Nefertiti el to de l'esmalt de robí. Els egipcis obtenien els colors desitjats a partir del següent procés: feien servir henna, pintant les ungles taronges, posteriorment es tornarien vermell fosc o marró després que la taca hagués madurat.
De la mateixa manera, en la cultura xinesa, al voltant de l'any 3000 aC, el color de les ungles de les dones demostrava el seu estatus social, producte de l'ús de vermells i colors metàl·lics (or i plata) fets a base d'una solució de plata. A la dinastia Ming l'esmalt d'ungles evolucionar i van començar a utilitzar més diversitat de productes com cera d'abella, clara d'ou, gelatina, tints vegetals i goma aràbiga. Després prop de l'any 1300 aC els colors reals es van canviar a negre i vermell, i els colors pàl·lids eren usats per les classes baixes.
La tecnologia per al desenvolupament de l'esmalt d'ungles va tenir un estancament fins a principis de segle xix, a causa que la moda era portar les ungles curtes i perfectament modelades. S'atribueix als inventors de segle xv l'objecte que avui coneixem com llima, que eren claus que perfumaven i polien amb una corretja de cuir. Era una època en què la modèstia era la virtut més important, i en la qual els colors brillants en les ungles estaven desprestigiats.
Al segle XX els esmalts d'ungles reprendre importància amb l'ús de solucions acolorides que malgrat tot no duraven més d'unes quantes hores. En si el color d'ungles modern sorgeix posteriorment a la descoberta i perfeccionament de pintura per a cotxes. L'empresa Cutex l'any de 1917 pren una idea d'aquesta pintura i crea esmalts per ungles de colors brillants. L'esmalt sintètic va ser introduït al voltant de l'any 1920 a París. A partir d'això la primera Dama Eleanor Roosevelt va ser la primera a usar colors sòlids en les seves ungles i va començar el boom dels esmalts.
Els esmalts d'ungles van començar principalment en els colors vermells, rosa, morat i negre. A partir d'aquí nous colors i noves tècniques per als esmalts d'ungles han estat creades existint una gran diversitat de tons. Actualment trobem esmalts amb brillantors, magnètics, amb estampats, que canvien de color depenent del sol, etcètera. L'última tendència són impressions que es realitzen a les ungles a través d'una màquina que et permet triar el disseny al teu gust i l'imprimeix en elles, de la mateixa manera té una major durada i genera efectes molt interessants que revolucionen la moda.

## Dissolvent
El vernís d'ungles es pot remoure mitjançant un dissolvent. Un dissolvent és un solvent orgànic, conegut com a acetona, que no és acetona pura. Generalment ve rebaixat amb olis, essències o colorants per protegir les ungles. La forma tradicional per treure el vernís d'ungles és usant un cotó, mullant amb una mica de dissolvent o acetona i esculpir sobre l'ungla amb vernís. No obstant això, ja hi ha diferents productes que treuen l'esmalt, per exemple les tovalloletes humides amb dissolvent o les ampolles amb acetona a on només introdueixes el teu dit i gires l'ampolla que té una esponja dins i en retirar el dit el vernís desapareix.